# Orrell, Merseyside
Orrell är en ort i distriktet Sefton, i grevskapet Merseyside, i England. Orrell var en civil parish från 1905 till 1974. Civil parish hade 15 581 invånare år 1951.